# Mustang (film)
Mustang – film dramatyczny z 2015 roku, zrealizowany w koprodukcji międzynarodowej (Francja, Turcja, Katar, Niemcy), w reżyserii debiutującej Deniz Gamze Ergüven. Zdjęcia kręcono w mieście İnebolu i okolicach.
Film został wyselekcjonowany jako oficjalny kandydat Francji do Oscara za najlepszy film nieanglojęzyczny podczas 88. ceremonii wręczenia Oscarów. 14 stycznia 2016 film nominację uzyskał. Ponadto obraz został nominowany do Złotego Globu w kategorii najlepszy film nieanglojęzyczny oraz otrzymał Lux Prize − nagrodę Parlamentu Europejskiego.

## Premiera
Światowa premiera filmu miała miejsce 19 maja 2015 w ramach sekcji Quinzaine des Réalisateurs podczas 68. MFF w Cannes. Na imprezie tej obraz otrzymał nagrodę sieci kin Europa Cinemas Label. Następnie został zaprezentowany na licznych międzynarodowych festiwalach filmowych m.in. w Toronto, Karlowych Warach, Valladolid czy Wenecji.
Polska premiera filmu miała miejsce 6 sierpnia 2015 w ramach 9. Festiwalu Filmu i Sztuki „Dwa Brzegi” w Kazimierzu Dolnym i Janowcu nad Wisłą. Do ogólnopolskiej dystrybucji kinowej obraz wszedł 1 kwietnia 2016.

## Obsada
- Güneş Şensoy jako Lale
- Doğa Doğuşlu jako Nur
- Elit İşcan jako Ece
- Tuğba Sunguroğlu jako Selma
- İlayda Akdoğan jako Sonay
- Nihal Koldaş jako Babcia
- Ayberk Pekcan jako Erol
- Erol Afşin jako Osman

## Nagrody i nominacje
68. Międzynarodowy Festiwal Filmowy w Cannes
- nagroda: Label Europa Cinemas − Deniz Gamze Ergüven
- nominacja: Queerowa Palma − Deniz Gamze Ergüven
- nominacja: Złota Kamera − Deniz Gamze Ergüven

88. ceremonia wręczenia Oscarów
- nominacja: najlepszy film nieanglojęzyczny (Francja)

28. ceremonia wręczenia Europejskich Nagród Filmowych
- nagroda: Europejskie Odkrycie Roku − Deniz Gamze Ergüven
- nominacja: Najlepszy Europejski Film − Deniz Gamze Ergüven i Charles Gillibert

29. ceremonia wręczenia Europejskich Nagród Filmowych
- nominacja: Nagroda Publiczności (People’s Choice Award) − Deniz Gamze Ergüven

73. ceremonia wręczenia Złotych Globów
- nominacja: najlepszy film nieanglojęzyczny

70. ceremonia wręczenia nagród Brytyjskiej Akademii Filmowej
- nominacja: najlepszy film nieanglojęzyczny (Turcja) − Deniz Gamze Ergüven i Charles Gillibert

30. ceremonia wręczenia nagród Goya
- nagroda: najlepszy film europejski − Deniz Gamze Ergüven

31. ceremonia wręczenia Independent Spirit Awards
- nominacja: najlepszy film zagraniczny (Turcja) − Deniz Gamze Ergüven

20. ceremonia wręczenia nagród Satelitów
- nominacja: najlepszy film zagraniczny (Francja)

41. ceremonia wręczenia Cezarów
- nagroda: najlepszy film debiutancki − Deniz Gamze Ergüven i Charles Gillibert
- nagroda: najlepszy scenariusz oryginalny − Deniz Gamze Ergüven i Alice Winocour
- nagroda: najlepsza muzyka − Warren Ellis
- nagroda: najlepszy montaż − Mathilde Van de Moortel
- nominacja: najlepszy film − Deniz Gamze Ergüven i Charles Gillibert
- nominacja: najlepsza reżyseria − Deniz Gamze Ergüven
- nominacja: najlepsze zdjęcia − David Chizallet i Ersin Gök
- nominacja: najlepsze kostiumy − Selin Sözen
- nominacja: najlepszy dźwięk − Ibrahim Gök, Damien Guillaume i Olivier Goinard